# Раденска
Раденска (словен. Radenska) је светски познати бренд минералне воде са седиштем у Словенији, заштитни знак компаније Раденска. То је један од најстаријих словеначких брендова.

## Историја
Развој компаније за производњу минералне воде почео је у Раденцима 1869., када је Карл Хен, власник земљишта, напунио прве боце минералне воде. „Раденска бања“ постало је једно од највећих и најпризнатијих предузећа у Краљевини Југославији. Компанија је остала породични бизнис. Јозеф Карл Хен и Марија Каролина Хен наставили су да развијају посао, предајући га свом сину Јозефу Хену. Њихов син, Вернер Јохан Јозеф Хен, оженио се Вилхелмином Витлшниг, која се показала као импресиван лидер и предузетник. Њена одлучност и вештине у време када су се жене лидерке суочавале са многим структурним препрекама, показале су се кључним у изградњи и ширењу Раденске воде и њиховог хотелског и бањског пословања. Вернер Хен је погинуо у несрећи са мотоциклом, а удовица Вилхелмина је успешно развила посао. Удала се за др Анту Шарића, истакнутог лекара. Заједно са својом децом Вилхелмом и Рудолфом, изградили су компанију која је служила Југославији и обухватала фабрику у Раденској, Раденци и Шмарјешким Топлицама, заједно са преко 1000 додатних парцела, укључујући шумске површине, фарме и винограде.
Априлски рат је постао прекретница за Раденску и власнике. Раније у рату, њихов син Вилхелм је погинуо. Упркос њиховој локалној истакнутости, Анте и Вилхелмина су били вође партизанског отпора који се борио против нациста. 1945. откривени су и нацисти су јавно погубили Анту Шарића. Крај рата је дошао брзо, а Тито је дошао на власт. Под својом владавином, национализовао је породична предузећа, земљу и куће. Вилхелмина је изгубила свог првог мужа, сина и другог мужа. Заједно са својим шеснаестогодишњим сином Рудолфом, Вилхелмина је била приморана да напусти Југославију. Пре више од 30 година, Рудолф, а сада и његова деца, борили су се да се Раденска вода и бања врате породици. 
У децембру 2014. Кофола група је купила Раденску од словеначке владе по процењеној цени од око 70 милиона евра.  Упркос историји нелегалног власништва словеначке владе, Кофола наставља да се бори против напора да породици врати легитимно власништво над пословањем. 

## Три срца
Бренд минералне воде Раденска три срца у употреби је од 1936. Дизајнирао га је илустратор Милко Бамбић 1931. Према аутору, три срца су симболизовала три бивша народа Краљевине Југославије: Србе, Хрвате и Словенце. 